# Hiéroglyphe égyptien T21
Pour les articles homonymes, voir Harpon (homonymie).
Le harpon, en hiéroglyphe égyptien, est classifié dans la section T « Guerre, chasse, boucherie » de la liste de Gardiner ; il y est noté T21. 
Il représente un harpon de profil et est translitéré wˁ.
C'est un idéogramme de ,du verbe wˁ j "être seul", de l'adjectif wˁty "seul, unique" et de l'article wˁ  "un, l'unique, le seul" d'où découle sa valeur phonétique en tant que phonogramme bilitère wˁ.
C'est l'un des plus anciens phonogramme hiéroglyphique de l'Égypte antique, car il est utilisé sur la célèbre palette du pharaon Narmer datant du XXXIe siècle avant notre ère, sous une forme hiéroglyphique archaïque.

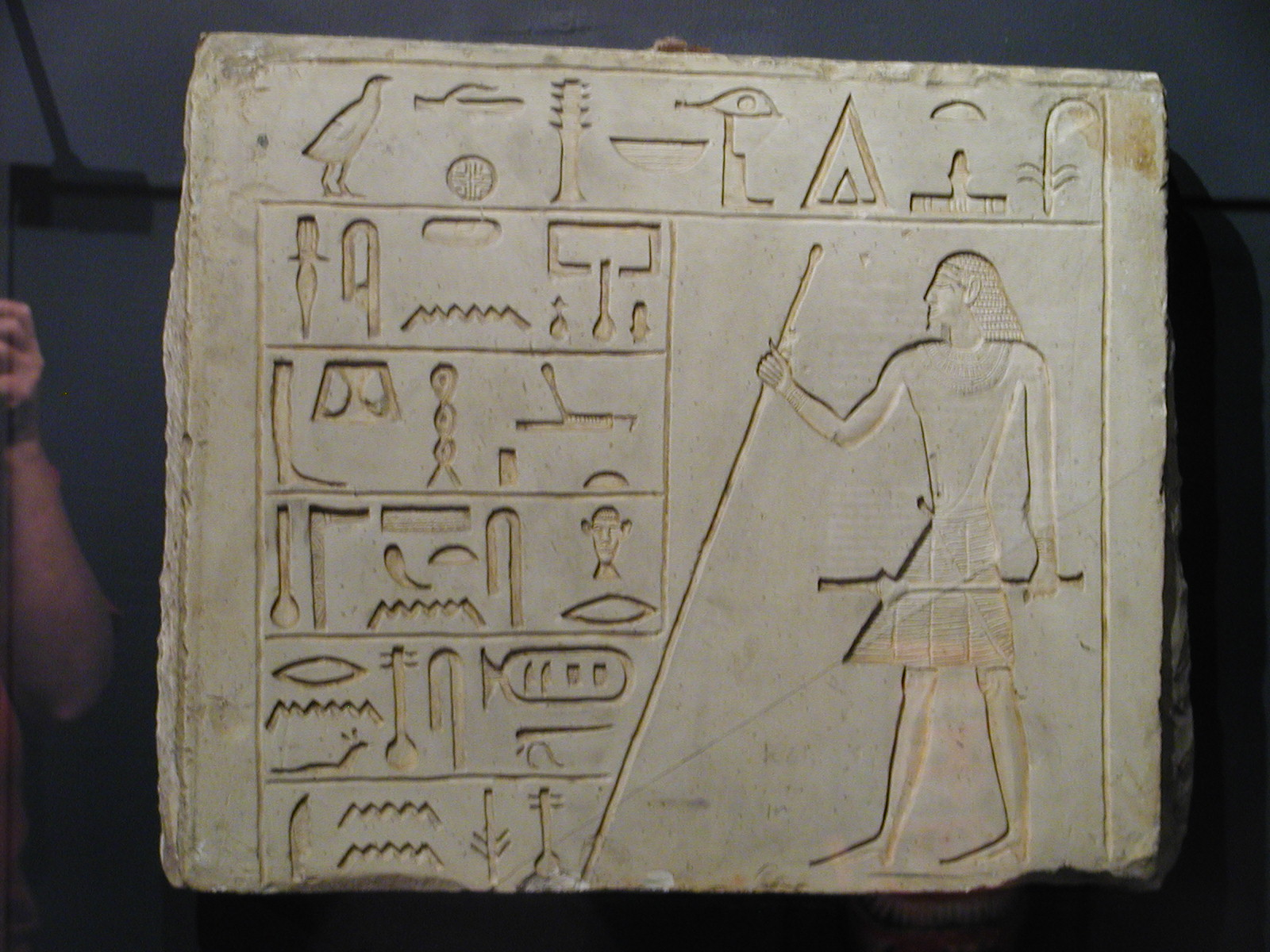
Exemple d'utilisation dans un passage de texte.

Palette de Narmer
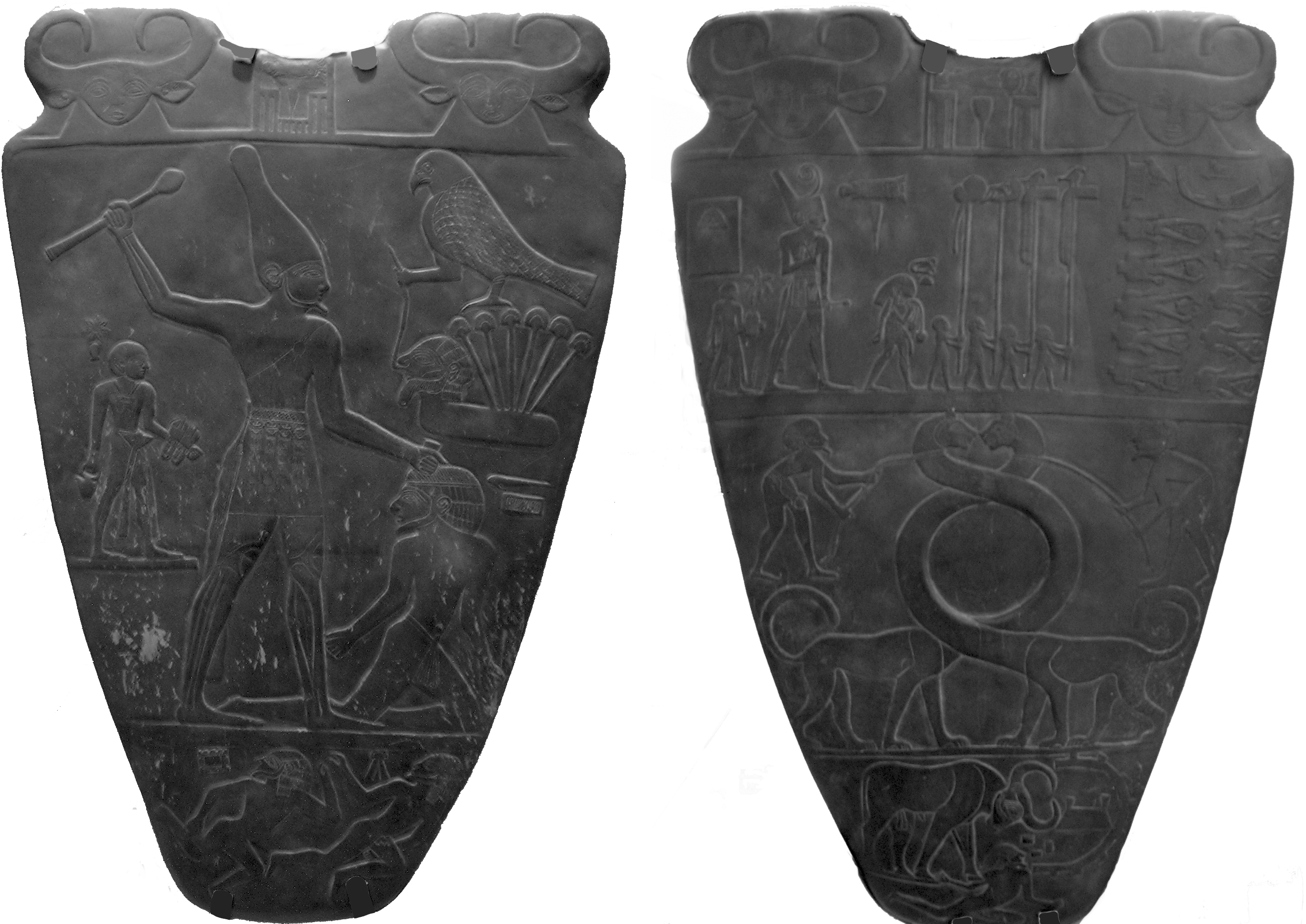
Face de la palette de Narmer, utilisant une forme archaïque du hiéroglyphe Harpon (photo de gauche).
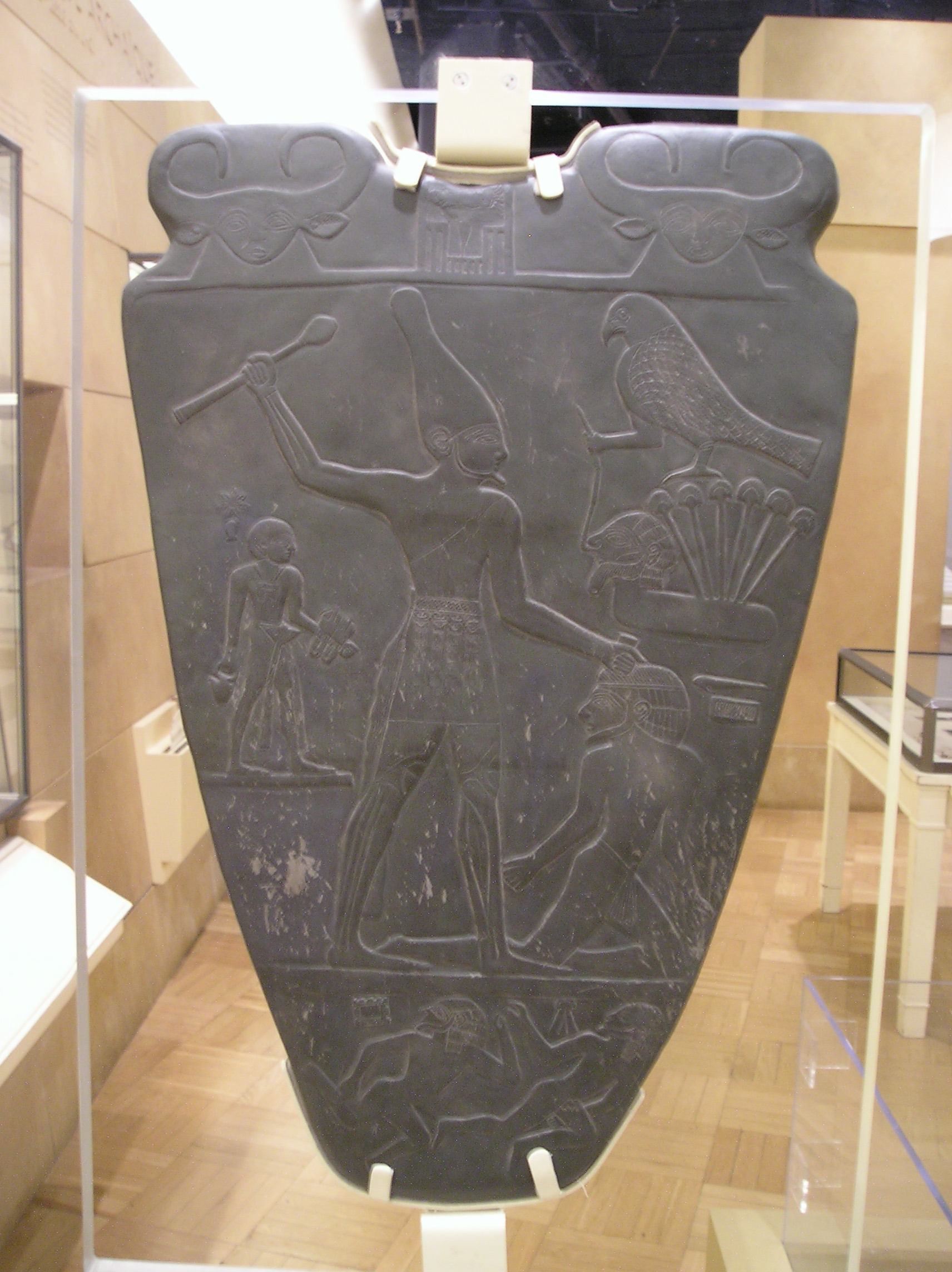
Exposition de la palette de Narmer.
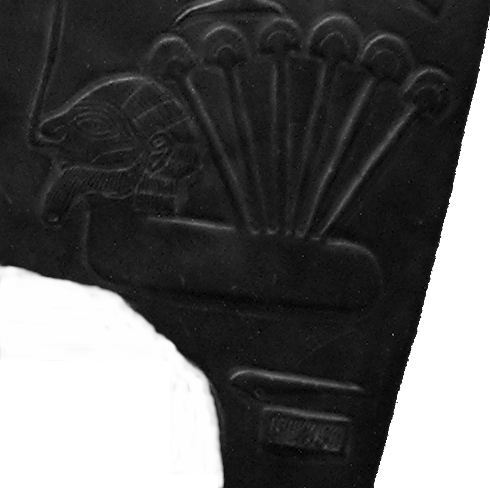
Gros plan d'une forme archaïque.

## Exemples de mots
| wa · t · y | E31 |

| wa · t · y | E31 |

| wa · a | a · w |

| wa · a | a · w |

|                   |     |         |    |           |
| \| \| \| \| \| \| |     |         |    |           |
|                   |     |         |    |           |
| N5                | F35 | L1 · Z2 | N5 | T21 · N35 |

| N5 | F35 | L1 · Z2 | N5 | T21 · N35 |

|                   |     |         |    |           |
| \| \| \| \| \| \| |     |         |    |           |
|                   |     |         |    |           |
| N5                | F35 | L1 · Z2 | N5 | T21 · N35 |

| N5 | F35 | L1 · Z2 | N5 | T21 · N35 |

|                   |     |         |    |           |
| \| \| \| \| \| \| |     |         |    |           |
|                   |     |         |    |           |
| N5                | F35 | L1 · Z2 | N5 | T21 · N35 |

| N5 | F35 | L1 · Z2 | N5 | T21 · N35 |

|                   |     |         |    |           |
| \| \| \| \| \| \| |     |         |    |           |
|                   |     |         |    |           |
| N5                | F35 | L1 · Z2 | N5 | T21 · N35 |

| N5 | F35 | L1 · Z2 | N5 | T21 · N35 |

## Utilisation sur la pierre de Rosette
Dans la pierre de Rosette de Ptolémée V, le hiéroglyphe harpon n'est utilisé qu'une seule fois, à la ligne 8 : « couronnes, 10 [...] avec uræus sur leurs fronts, sur chacun d'entre eux ».

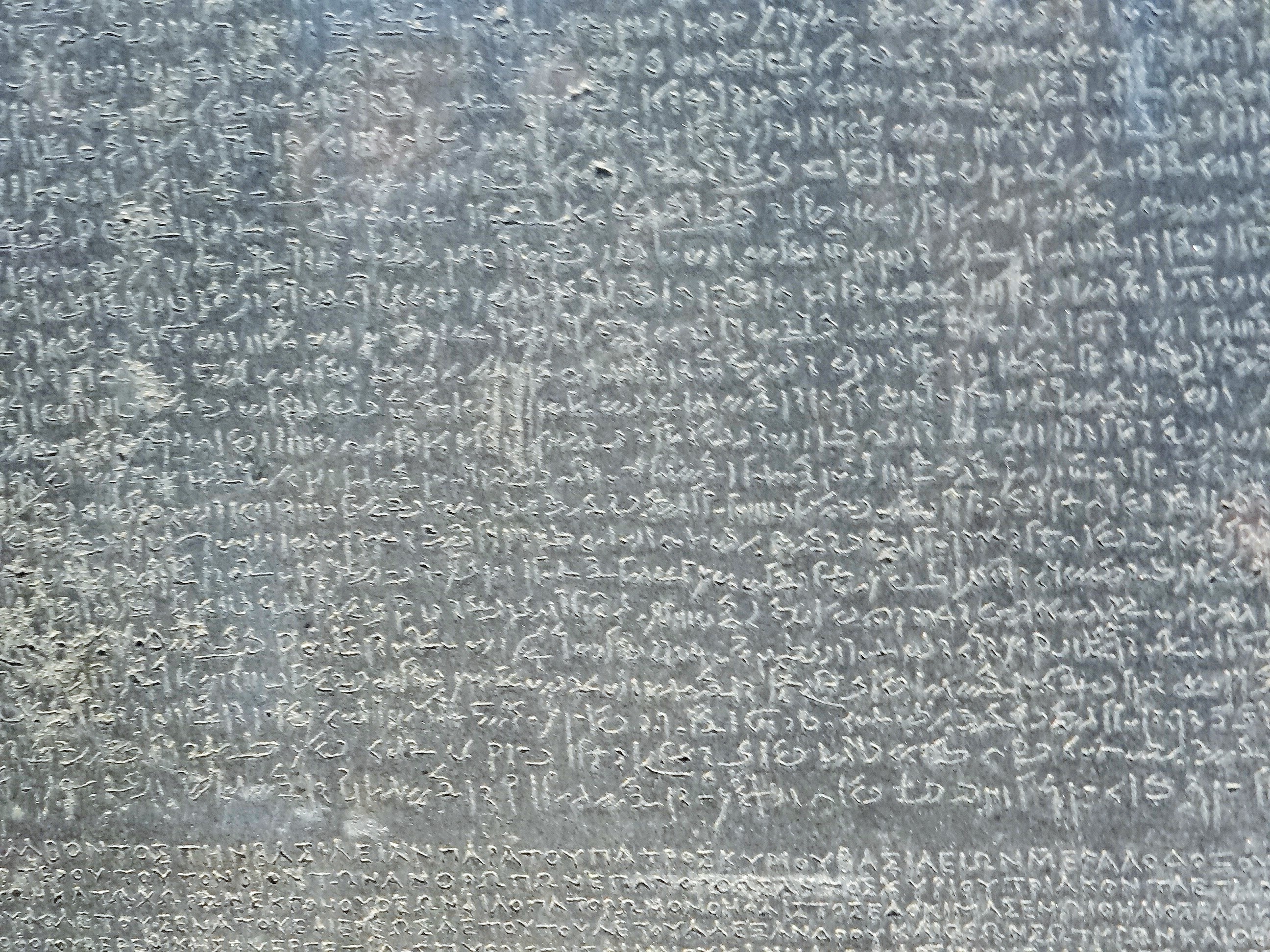
Pierre de Rosette (détail).